# Петар Маљковић
Петар Маљковић (Котарани, 23. септембар 1919) био је учесник Народноослободилачке борбе и генерал-мајор ЈНА. 
Пре рата био је трговачки путник. У НОР-у је од 1941, а члан КПЈ-а постао је 1942. године. 
У рату је био командант батаљона, командант Банијског НОП одреда и командант 4. бригаде 7. дивизије. 
После рата, био је начелник штаба дивизије, командант бригаде и пука, помоћник команданта војног подручја и командант дивизије. 
Завршио је Вишу војну академију ЈНА, а одликован је орденом за војне заслуге са великом звездом, као и орденом партизанске звезде са сребрним венцем.